# Zero (canción de Yeah Yeah Yeahs)
«Zero» (En español: Cero) es el primer sencillo lanzado por los Yeah Yeah Yeahs de su tercer álbum, It's Blitz!, el 24 de febrero de 2009. El 11 de marzo de 2009, "Zero" se añadió a BBC Radio 1 'C Playlist' y luego a la 'B Playlist', pero ya ha dejado.
"Zero" fue usado en la apertura de la primera temporada de The L.A. Complex.

## Video musical
El video musical de "Zero" es dirigido por Barney Clay. Fue filmado en los barrios de Tenderloin, North Beach y Chinatown de San Francisco. Comienza con la banda en un vestidor, preparándose para un espectáculo, y en ese momento el cantante Karen O camina a través de una cortina que la lleva a las calles de San Francisco. Ella está caminando por un camino y el baile, la moda glamour típico. Ella lleva un traje de PVC largo, mientras sus compañeros se mantienen como personajes secundarios en todo el video, visto brevemente cuando Karen O se une a ellos en un callejón en el que se reproduce la canción. Hacia el final del video, la banda jugar arriba y abajo por los pasillos de una tienda de descuento local.
La tienda "Super Discount", que aparece en el video musical, es en realidad a 199 Eddy Street, San Francisco, California, y se llama 'Cool Super Discount'.

## Lista de canciones
CD

| N.º | Título                  | Duración |  |
| 1.  | «Zero»                  | 4:26     |  |
| 2.  | «Zero» (MSTRKRFT Remix) | 4:00     |  |

7-inch #1

| N.º | Título                     | Duración |  |
| 1.  | «Zero»                     | 4:26     |  |
| 2.  | «Zero» (Erol Alkan Rework) | 7:06     |  |

7-inch #2

| N.º | Título                           | Duración |  |
| 1.  | «Zero»                           | 4:26     |  |
| 2.  | «Zero» (Animal Collective Remix) | 4:25     |  |

Promo CD

| N.º | Título              | Duración |  |
| 1.  | «Zero» (radio edit) | 3:27     |  |
| 2.  | «Zero»              | 4:26     |  |

iTunes

| N.º | Título                              | Duración |  |
| 1.  | «Zero»                              | 4:26     |  |
| 2.  | «Zero» (N.A.S.A. Bloody Lobo Remix) | 5:32     |  |
| 3.  | «Zero» (Erol Alkan Rework)          | 4:01     |  |
| 4.  | «Zero» (Animal Collective Remix)    | 4:27     |  |

## Posicionamiento en listas
| Listas (2009)                        | Mejor posición |
| ------------------------------------ | -------------- |
| Australian ARIA Singles Chart        | 88             |
| US Billboard Alternative Songs       | 18             |
| US Billboard Hot Rock Songs          | 37             |
| US Billboard Hot Dance Singles Sales | 4              |
| UK Singles Chart                     | 49             |